# アイロンのある風景
『アイロンのある風景』（アイロンのあるふうけい）は、村上春樹の短編小説。村上は『新潮』1999年8月号から12月号まで、「地震のあとで」と題する連作の短編小説を続けて掲載した。本作品は9月号に発表されたその2作目。
2015年5月1日刊行のアンソロジー『日本文学100年の名作第9巻1994-2003　アイロンのある風景』（新潮文庫）に収録された。

## あらすじ
1995年2月。茨城県鹿島灘の小さな町に順子は、サーファーでアマチュア・バンドのギタリストである啓介と同棲している。彼女の仕事はコンビニの店員だ。啓介は私立大学の学生だが学校にはほとんど通っていない。両親は水戸市内で老舗の菓子店を経営している。
ある晩、三宅さんから電話がかかる。「流木がけっこうぎょうさんあるねん。大きいやつができるで。出てこれるか？」。「大きいやつ」というのは焚き火のことである。順子は啓介と共に浜に向かい、三宅さんと3人で焚き火をする。そしていつものようにジャック・ロンドンの『たき火』のことを思った。順子にとって『たき火』は高校1年生の夏休みに読書感想文の課題として与えられて以来、何度も何度も読んだ小説だった。その物語の中で、何よりも重要だったのは、基本的には主人公の男が死を求めているという事実だった。
啓介が腹が痛いと言って帰った後、三宅さんはおもむろにジャック・ロンドンの話をし始める。
順子は尋ねる。「三宅さんって、どんな絵を描いているの？」「それを説明するのはすごくむずかしい」
順子は質問を変えた。「じゃあ、いちばん最近はどんな絵を描いた？」
「『アイロンのある風景』、三日前に描き終えた」

## 英訳
| タイトル | Landscape with Flatiron                        |
| 翻訳     | ジェイ・ルービン                               |
| 初出     | 『Ploughshares』2002年9月22日号                |
| 収録書籍 | 『after the quake』（クノップフ社、2002年8月） |

各国語の翻訳の詳細は「神の子どもたちはみな踊る#翻訳」を参照のこと。

## 映像化
2025年に、本作と「UFOが釧路に降りる」「神の子どもたちはみな踊る」「かえるくん、東京を救う」を原作としたオムニバスのテレビドラマ『地震のあとで』がNHK総合の「土曜ドラマ」枠で放送された。原作の舞台を1995年だけでなく2025年にいたる設定に置き換えることで、“今”に続く“地震のあと”の30年の時間を描いており、本作を原作とする第2話の舞台は2011年3月11日に変更されている。